# Éric Renaud
Éric Renaud (Créteil, Val-de-Marne, 30 de maio de 1961) é um ex-canoísta francês especialista em provas de velocidade.

## Carreira
Foi vencedor da medalha de bronze em C-2 1000 m em Los Angeles 1984, junto com o seu colega de equipa Didier Hoyer.